# HD 125288
HD 125288 är en ensam stjärna belägen i den mellersta delen av stjärnbilden Kentauren som också har Bayer-beteckningen v Centauri. Den har en skenbar magnitud av ca 4,30 och är svagt synlig för blotta ögat där ljusföroreningar ej förekommer. Baserat på parallaxmätning inom Hipparcosuppdraget på ca 2,7 mas, beräknas den befinna sig på ett avstånd på ca 1 230 ljusår (ca 380 parsek) från solen. Den rör sig bort från solen med en heliocentrisk radialhastighet på ca 4 km/s och är en möjlig flyktstjärna som rör sig västerut och faller tillbaka till det galaktiska planet.
År 2016 utnämndes inofficiellt en asterism med bland annat denna stjärna till minne av David Bowie.

## Egenskaper
HD 125288 är en blå till vit superjättestjärna av spektralklass B6 Ib. Den har en massa som är ca 8 solmassor, en radie som är ca 19 solradier och har ca 800 gånger solens utstrålning av energi från dess fotosfär vid en effektiv temperatur av ca 7 100 K.